# Östra Ny landskommun
Östra Ny landskommun var en tidigare kommun i Östergötlands län.

## Administrativ historik
När 1862 års kommunalförordningar trädde i kraft inrättades i Sverige cirka 2 500 kommuner. Huvuddelen av dessa var landskommuner (baserade på den äldre sockenindelningen), vartill kom 89 städer och åtta köpingar. Då inrättades i Östra Ny socken i Björkekinds härad i Östergötland denna kommun.
Vid kommunreformen 1952 uppgick denna landskommun i Östra Vikbolandets landskommun som senare 1974 uppgick i Norrköpings kommun.

## Politik

### Mandatfördelning i Östra Ny landskommun 1938-1946
| 4 | 11 |

| 14 |

| 15 |

| 15 |

| 5 | 3 | 7 |

| 15 |